# Stepaniwka
Stepaniwka (ukrainisch Степанівка; russisch Степановка Stepanowka) ist eine Siedlung städtischen Typs in der ukrainischen Oblast Sumy mit etwa 5400 Einwohnern (2021).

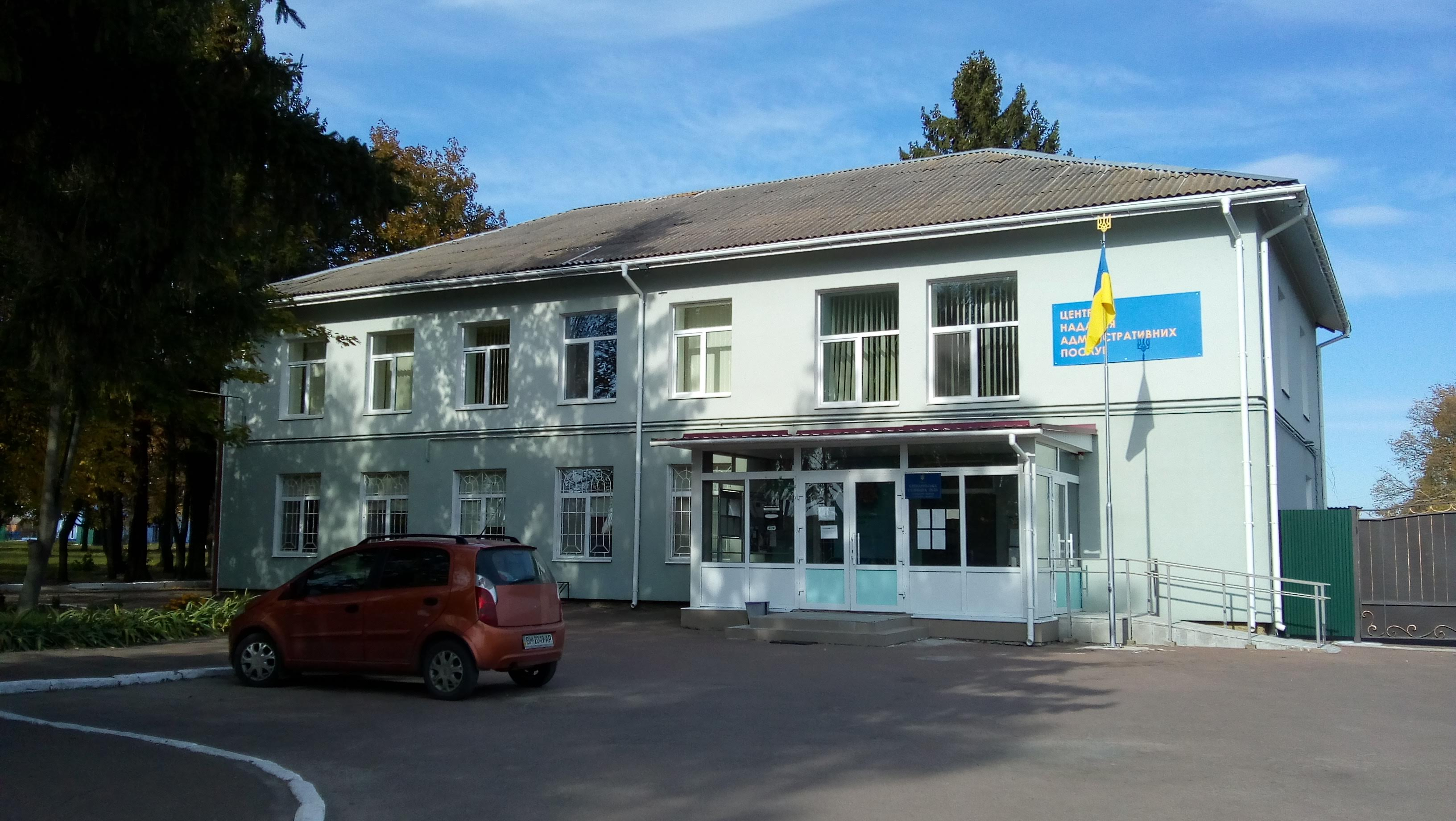
Verwaltungsgebäude im Ort

Stepaniwka wurde erstmals 1670 schriftlich erwähnt und ist seit 1968 eine Siedlung städtischen Typs.

## Geographie
Stepaniwka liegt im Rajon Sumy am Ufer der Sumka (ukrainisch Сумка), einem kleinen Nebenfluss des Psel 13 km westlich vom Oblastzentrum Sumy an der Regionalstraße P–61.

## Verwaltungsgliederung
Am 15. März 2017 wurde die Siedlung zum Zentrum der neugegründeten Siedlungsgemeinde Stepaniwka (ukrainisch Степанівська селищна громада/Stepaniwska selyschtschna hromada), zu dieser zählten auch die 9 Dörfer Biloussiwka, Hlynjane, Holowaschiwka, Mylowydiwka, Nowomychajliwka, Oleksandriwka, Pidlisniwka, Stepne und Tscherwonyj Kut, bis dahin bildete sie zusammen mit den Dörfern Hlynjane und Holowaschiwka die gleichnamige Siedlungsratsgemeinde Stepaniwka (Степанівська селищна рада/Stepaniwska selyschtschna rada) im Westen des Rajons Sumy.
Am 12. Juni 2020 kamen noch weitere 8 in der untenstehenden Tabelle aufgelistete Dörfer zum Gemeindegebiet.
Folgende Orte sind neben dem Hauptort Stepaniwka Teil der Gemeinde:
| Name                     | Name           | Name                             |
| ukrainisch transkribiert | ukrainisch     | russisch                         |
| ------------------------ | -------------- | -------------------------------- |
| Biloussiwka              | Білоусівка     | Белоусовка (Beloussowka)         |
| Hlynjane                 | Глиняне        | Глиняное (Glinjanoje)            |
| Holowaschiwka            | Головашівка    | Головашевка (Golowaschewka)      |
| Kononenkowe              | Кононенкове    | Кононенково (Kononenkowo)        |
| Kossiwschtschyna         | Косівщина      | Косовщина (Kossowschtschina)     |
| Mali Wilmy               | Малі Вільми    | Малые Вильмы (Malyje Wilmy)      |
| Mylowydiwka              | Миловидівка    | Миловидовка (Milowidowka)        |
| Nadtotschijewe           | Надточієве     | Надточиево (Nadtotschijewo)      |
| Nowomychajliwka          | Новомихайлівка | Новомихайловка (Nowomichailowka) |
| Nowosuchaniwka           | Новосуханівка  | Новосухановка (Nowosuchanowka)   |
| Oleksandriwka            | Олександрівка  | Александровка (Alexandrowka)     |
| Pidlisniwka              | Підліснівка    | Подлесновка (Podlesnowka)        |
| Sakumske                 | Закумське      | Закумское (Sakumskoje)           |
| Solidarne                | Солідарне      | Солидарное (Solidarnoje)         |
| Stepne                   | Степне         | Степовое (Stepowoje)             |
| Tschernezke              | Чернецьке      | Чернецкое (Tschernezkoje)        |
| Tscherwonyj Kut          | Червоний Кут   | Червоный Кут (Tscherwony Kut)    |

## Söhne und Töchter der Ortschaft
- Oleh Hussjew (* 1983), ukrainischer Fußballnationalspieler
- Oleksandr Schaparenko (* 1946), sowjetischer Kanute